# Langues à Saint-Martin (Antilles françaises)
La langue officielle de la partie française de l'île de Saint-Martin est le français, qui est utilisé dans les administrations et les écoles.

## Présentation
Le français est la langue maternelle de 6 à 8 % des 36 000 habitants que compte la partie française de l'île en 2011, langue surtout de retraités issus de France, et de fonctionnaires (administrateurs, forces de l'ordre, enseignants, etc.).
Cependant, du fait de la composante cosmopolite de l'île et de la forte influence nord-américaine, l'anglais (96 %) est largement parlé et compris en partie française. Déjà en 1843, la langue anglaise est la seule familière à l'ensemble de la population de l'île.